# Brnjare
Brnjare (cyr. Брњаре) – wieś w Serbii, w okręgu pczyńskim, w gminie Bujanovac. W 2002 roku liczyła 114 mieszkańców.